# Município de Montgomery (condado de Wood, Ohio)
O município de Montgomery (em inglês: Montgomery Township) é um município localizado no condado de Wood no estado estadounidense de Ohio. No ano de 2010 tinha uma população de 4.230 habitantes e uma densidade populacional de 44,88 pessoas por km².

## Geografia
O município de Montgomery encontra-se localizado nas coordenadas 41° 17′ 56″ N, 83° 28′ 37″ O. Segundo a Departamento do Censo dos Estados Unidos, o município tem uma superfície total de 94.26 km², da qual 94.25 km² correspondem a terra firme e (0.01%) 0.01 km² é água.

## Demografia
Segundo o censo de 2010, tinha 4.230 habitantes residindo no município de Montgomery. A densidade populacional era de 44,88 hab./km². Dos 4.230 habitantes, o município de Montgomery estava composto pelo 96.55% brancos, o 0.24% eram afroamericanos, o 0.24% eram amerindios, o 0.31% eram asiáticos, o 0.05% eram insulares do Pacífico, o 0.85% eram de outras raças e o 1.77% pertenciam a dois ou mais raças. Do total da população o 3.92% eram hispanos ou latinos de qualquer raça.